# Vicenç Vilarrubla
Vicenç Vilarrubla Solsona (Seo de Urgel, 31 de enero de 1981) es un deportista español que compite en esquí de fondo.

## Trayectoria
- Juegos Olímpicos de Turín 2006: 
  - 66.º en 15 km estilo clásico
  - 42.º en 50 km estilo libre
  - 32.º en 30 km estilo combinado

- Juegos Olímpicos de Vancouver 2010; 
  - 53.º en 15 km estilo libre
  - 31.º en 30 km estilo combinado
  - 40.º en 50 km estilo clásico.